# Sławomir Pąchalski
Sławomir Pąchalski (ur. 18 maja 1960 w Krzepicach) – trener pływania.

## Życiorys
Ukończył Akademię Wychowania Fizycznego w Katowicach. Trener pływania I klasy, od 1987 w klubach sportowych: „Górnik” Zabrze, Orka Zabrze, Kusy Chorzów, Piątka Chorzów, MKS Park Wodny Tarnowskie Góry.
Od 1998 zatrudniony w Zespole Szkół Sportowych nr 1 w Chorzowie, gdzie wychował 26 medalistów Mistrzostw Polski Juniorów, którzy zdobyli 75 złotych, 73 srebrne i 78 brązowych medali Mistrzostw Polski w pływaniu i ustanowili 20 rekordów kraju w kategoriach juniorów. 
Jest m.in. trenerem Piotra Łuczaka, najlepszego zawodnika Letnich Mistrzostw Polski Juniorów 15-letnich, zdobywcy 10 złotych, 4 srebrnych i 4 brązowych na Letnich i Zimowych Mistrzostwach Polski, rekordzisty Polski Juniorów 15-letnich i 16-letnich na dystansie 100 i 200 stylem motylkowym, wicemistrza Europy na dystansie 200 m stylem motylkowym, zdobywcy VI miejsca w Zimowych Mistrzostwach Polski Seniorów na dystansie 200 m. stylem motylkowym.

## Nagrody i wyróżnienia
Nagroda Prezydenta miasta Chorzów w dziedzinie sportu, w kategorii za wybitne osiągnięcia w pracy szkoleniowej (2007).